# Cayo Aufidio Victorino
Cayo o Gayo Aufidio Victorino (en latín: Gaius Aufidius Victorinus; Pisaurum, c.121 - c.185) fue un senador romano y militar que desarrollo su cursus honorum bajo los emperadores Antonino Pío, Marco Aurelio y Cómodo, fue amigo personal de Marco Aurelio y yerno de Marco Cornelio Frontón. Fue dos veces cónsul: la primera como cónsul sufecto en 155 junto a Marco Gavio Apalio Máximo, y la segunda como cónsul ordinario junto al emperador Cómodo.

## Orígenes y familia
Victorino era originario de Pisaurum en la región de Umbría y era miembro de la Gens Aufidia; en su juventud fue alumno de Marco Cornelio Frontón al mismo tiempo que el futuro emperador Marco Aurelio, y fue ahí donde comenzó su amistad.

## Carrera política
En 155 Victorino se convirtió en cónsul sufecto junto a Marco Gavio Apalio Máximo, luego desde c. 162 hasta c. 166 fue gobernador de la provincia de Germania Superior, donde recibió el encargo de repeler a la invasión de los Cuados, lo que realizó con éxito. Sobrevivieron dos cartas que Frontón le escribió mientras ejercía  como gobernador. En la primera, Frontón solicita su ayuda para conseguir un puesto para el retórico Antonino Aquila. En la segunda, Frontón le habla a Victorino sobre sus dos hijos, a quienes Victorino había dejado con Frontón mientras estaba en Germania Superior.
Después de su paso por Germania Superior, Victorino se convirtió en gobernador de Dacia en 168 - 169, luego pasó a la Hispania Baetica, probablemente 170 - 171, e Hispania Tarraconensis en 171 - 172. Victorino ocupó entonces el Proconsulado de África, c. 173 - 175, y entre 177 y 179 fue gobernador de Siria. A su regreso a Roma Victorino fue nombrado Praefectus urbi, probablemente de 179 a 183, y en el último año de mandato como prefecto urbano, Victorino fue cónsul por segunda vez junto con el emperador Cómodo como su colega, poco después de su segundo consulado, Victorino se suicidó debido a la persecución a que lo sometieron los partidarios del nuevo emperador.
A la muerte de Marco Aurelio y al comienzo del mandato de Cómodo, Victorino todavía era muy apreciado como consejero, pero Dion Casio sugiere que Cómodo, probablemente por instigación del poderoso prefecto pretoriano Sexto Tigidio Perenio, trató de matar a Victorino.

## Familia
Victorino se casó con la hija de Frontón, Cratia minor y tuvieron al menos tres hijos. Uno probablemente murió a los tres años en Germania Superior mientras Victorino era gobernador de esa provincia, y los otros dos fueron Marco Aufidio Frontón, cónsul en 199, y Gayo Aufidio Victorino, un año menor que su hermano y cónsul en 200.